# Артюховка (Башкортостан)
Артюховка (баш. Артюховка) — деревня в Стерлибашевском районе Республики Башкортостан Российской Федерации. Входит в состав Айдаралинского сельсовета.

## География

### Географическое положение
Расстояние до:
- районного центра (Стерлибашево): 18 км,
- центра сельсовета (Айдарали): 2 км,
- ближайшей ж/д станции (Стерлитамак): 78 км.

## Население
| 2002 | 2009 | 2010 |
| ---- | ---- | ---- |
| 66   | ↘47  | ↗52  |

### Национальный состав
Согласно переписи 2002 года, преобладающая национальность — русские (82 %).